# Istituti zooprofilattici sperimentali

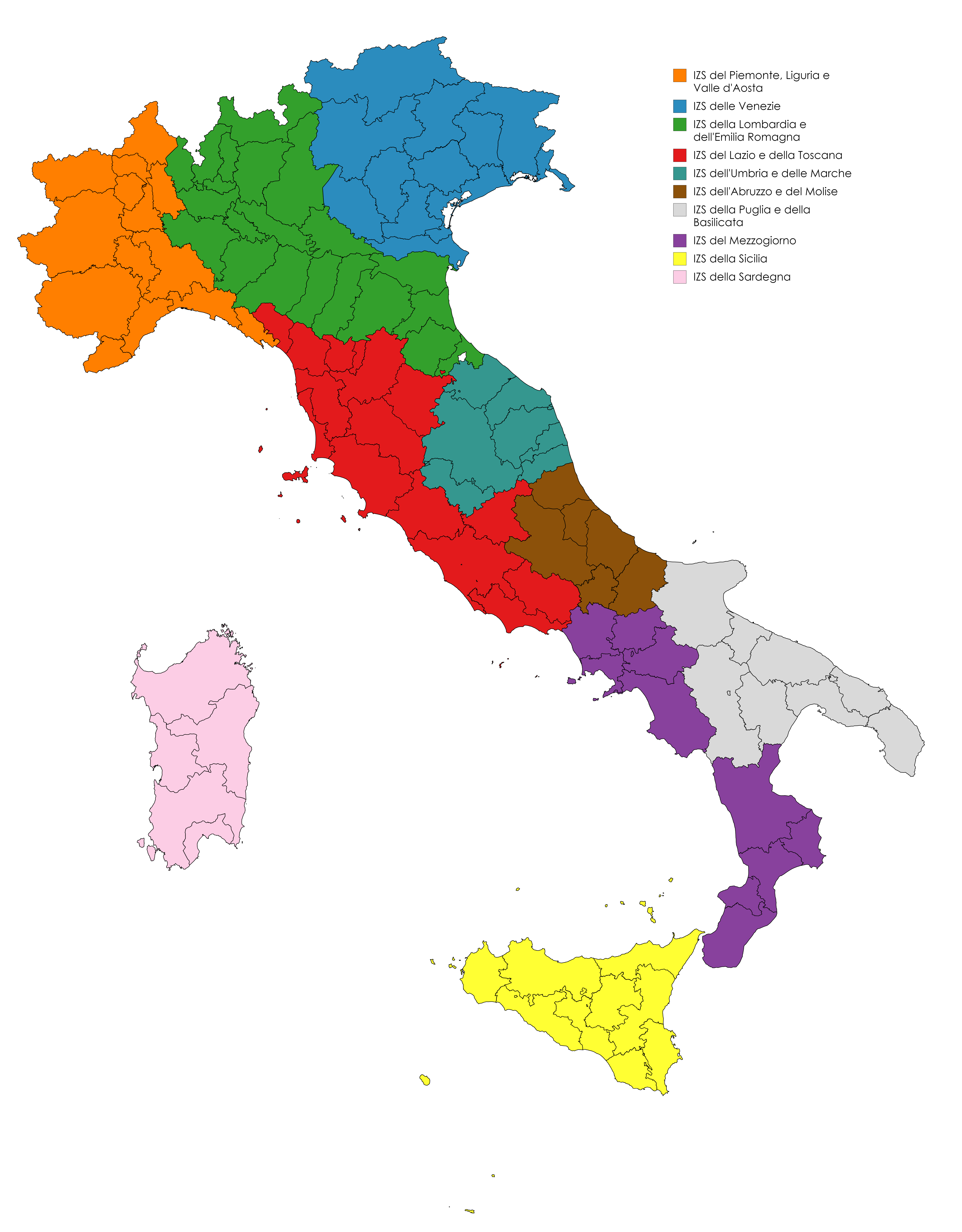
Suddivisione territoriale degli Istituti zooprofilattici sperimentali

Gli istituti zooprofilattici sperimentali, IZS, sono enti sanitari di diritto pubblico con autonomia gestionale e amministrativa, facenti parte del Servizio sanitario nazionale, quale strumento tecnico e operativo per la sanità animale, il controllo della salute e qualità degli alimenti di origine animale, l'igiene degli allevamenti e attività correlate. Gli IZS sono sottoposti alla vigilanza del Ministero della salute.

## Storia
Nati con configurazioni giuridiche diverse in vari anni del secolo XX, gli IZS sono stati riorganizzati in seguito alla legge 23 giugno 1970, n. 503 recante Ordinamento degli istituti zooprofilattici sperimentali, che ha dato una prima forma unitaria a queste strutture, diventando enti sanitari di diritto pubblico, inseriti nel contesto del Servizio sanitario nazionale, allora non costituito integralmente e sottoposto alla vigilanza del Ministero della sanità, che ne coordinava il funzionamento.
Con tale legge si realizzava nel settore sanitario pubblico, unico esempio nel mondo, una rete di servizi estesa sull'intero territorio nazionale e formata dalle 10 sedi centrali degli istituti e da varie decine di sezioni sparse in quasi tutto il territorio nazionale, sino a diventare le attuali 90 sezioni diagnostiche presenti in quasi tutte le province italiane.
L'esigenza manifestatasi nel Paese di dare maggior risalto ai poteri delle Regioni spinse il legislatore a trasferire alle stesse, con la legge 23 dicembre 1975, n. 745, le funzioni amministrative fino ad allora esercitate dallo Stato sugli Istituti. Con l'istituzione del Servizio Sanitario Nazionale con la legge n. 833/1978, gli IZS sono parte del "sistema salute" della nazione, con compiti in ambito veterinario e alimentare.
Negli anni novanta nell'ambito della riforma del SSN, con la legge 23 ottobre 1992, n. 421, si dà delega al Governo di riordinare gli IZS, ispirandosi ai criteri della riforma degli altri enti sanitari (si trattava della istituzione delle ASL). Con il decreto legislativo 30 giugno 1993, n. 270, si dà luogo al riordinamento degli istituti zooprofilattici sperimentali, parallelo al decreto legislativo 30 dicembre 1992, n. 502, recante Riordino della disciplina in materia sanitaria, relativo all'istituzione delle aziende sanitarie locali. Ogni singola Regione, o convenzione tra Regioni se l'ente ne ha competenza su due o più, ha poi attuato tale disposizione e oggi il controllo sugli IZS è affidato alle amministrazioni regionali, rimanendo allo Stato solo la vigilanza. Nel 2008, con l'accorpamento del Ministero della Salute con il Ministero del lavoro e con quello della solidarietà sociale, i compiti di vigilanza sono stati assunti dal Ministero del lavoro, della salute e delle politiche sociali. Dal 15 dicembre 2009 viene reistituito con la legge n. 179/2009 il Ministero della salute e le funzioni di vigilanza passarono al nuovo dicastero.
Il riordino degli IZS è stato da ultimo operato con il decreto legislativo 28 giugno 2012, n. 106, recante Riorganizzazione degli enti vigilati dal Ministero della salute, a norma dell'articolo 2 della legge 4 novembre 2010, n. 183.

## Funzioni
Gli IZS rappresentano un importante strumento operativo di cui dispone il Servizio Sanitario Nazionale per assicurare la sorveglianza epidemiologica, la ricerca sperimentale, la formazione del personale, il supporto di laboratorio e la diagnostica nell'ambito del controllo ufficiale degli alimenti. Costituiscono una struttura sanitaria integrata, tra le uniche in Europa, in grado di assicurare una rete di servizi per verificare la salute degli alimenti e dell'ambiente, per la salvaguardia della salute dell'uomo.
Hanno compiti in materia di ricerca scientifica, di accertamento dello stato sanitario degli animali, garantendo ai servizi veterinari delle Regioni e delle ASL le prestazioni e la collaborazione tecnico-scientifica necessarie all'espletamento delle funzioni di sanità pubblica veterinaria. Produce, con l'autorizzazione del Ministero della salute vaccini e ogni altro prodotto necessario per la profilassi delle malattie trasmissibili degli animali, quali: peste suina africana, brucellosi animali, dell'echinococcosi-idatidosi, dei residui anabolizzanti, del cosiddetto "morbo della mucca pazza", della lingua blu, ecc.

## Organizzazione
Gli istituti zooprofilattici sperimentali sono in numero di 10 con 87 sezioni diagnostiche periferiche. La funzione di raccordo e coordinamento delle attività degli IZS è svolta dalla Direzione generale della sanità pubblica veterinaria, alimenti e nutrizione del Ministero della salute che ne definisce, mediante il lavoro della commissione scientifica nazionale, le linee guida e le tematiche principali.
Questa l'organizzazione:
- l'Istituto zooprofilattico sperimentale del Piemonte, Liguria e Valle d'Aosta, con sede a Torino, le cui sezioni diagnostiche territoriali sono: Alessandria, Aosta, Asti, Cuneo, Genova, Imperia, La Spezia, Novara, Savona, Vercelli.
- l'Istituto zooprofilattico sperimentale delle Venezie, con sede a Legnaro, le cui Sezioni diagnostiche territoriali sono: Adria, Basaldella di Campoformido, Belluno, Bolzano, Cordenons, Fontane di Villorba, San Donà di Piave, Trento, Verona, Vicenza.
- l'Istituto zooprofilattico sperimentale della Lombardia e dell'Emilia-Romagna "Bruno Ubertini", con sede a Brescia, le cui sezioni diagnostiche territoriali sono: Bergamo, Binago, Bologna, Cassana di Ferrara, Cornocchio di Parma, Cremona, Forlì, Gariga di Podenzano, Lodi, Lugo, Mantova, Milano, Modena, Pavia, Reggio Emilia, Sondrio.
- l'Istituto zooprofilattico sperimentale del Lazio e della Toscana "M. Aleandri", con sede a Roma, le cui sezioni diagnostiche territoriali sono: Arezzo, Grosseto, Latina, Pisa, Rieti, San Martino alla Palma di Scandicci, Siena, Viterbo.
- l'Istituto zooprofilattico sperimentale dell'Umbria e delle Marche "Togo Rosati", con sede a Perugia, le cui sezioni diagnostiche territoriali sono: Ancona, Fermo, Pesaro, Terni, Tolentino.
- l'Istituto zooprofilattico sperimentale dell'Abruzzo e del Molise "G. Caporale", con sede a Teramo, le cui sezioni diagnostiche territoriali sono: Avezzano, Campobasso, Isernia, Lanciano, Pescara, Pineto, Termoli.
- l'Istituto zooprofilattico sperimentale della Puglia e della Basilicata, con sede a Foggia, le cui sezioni diagnostiche territoriali sono: Campi Salentina, Matera, Putignano, Taranto, Tito Scalo, Torre Santa Susanna.
- l'Istituto zooprofilattico sperimentale del Mezzogiorno, con sede a Portici, le cui sezioni diagnostiche territoriali sono: Benevento, Caserta, Catanzaro Lido, Cosenza, Salerno, Mileto, Monteforte Irpino, Reggio Calabria.
- l'Istituto zooprofilattico sperimentale della Sicilia, con sede a Palermo, le cui sezioni diagnostiche territoriali sono: Barcellona Pozzo di Gotto, Caltanissetta, Catania, Ragusa.
- l'Istituto zooprofilattico sperimentale della Sardegna "G. Pegreffi", con sede a Sassari, le cui sezioni diagnostiche territoriali sono: Cagliari, Elmas, Nuoro, Oristano, Tortolì.